# Oscar Tabárez
Oscar Washington Tabárez Sclavo (Montevideo, 3 maart 1947) is een voormalig Uruguayaanse voetballer, die van 1988 tot 1990 en van 2006 tot 2021 bondscoach van het Uruguayaans voetbalelftal was.

## Carrière

### Speler
Tabárez, opgeleid als onderwijzer, begon zijn carrière in 1967 bij Institución Atlética Sud América, waar hij speelde tot 1971. Daarna speelde hij van 1972 tot 1973 bij Sportivo Italiano. In 1975 speelde hij voor Montevideo Wanderers FC en in 1976 in bij CA Fénix. Tussen 1976 en 1977 speelde hij voor Puebla FC en van 1977 tot 1979 speelde Tabárez bij Club Atlético Bella Vista, waar hij uiteindelijk zijn carrière als professioneel voetballer afsloot.

### Trainer
Tabárez trainerscarrière begon in 1980 bij Bella Vista, waarvoor hij zelf speelde tot 1979. Hier werkte hij tot 1983. In 1983 werd hij coach van het Olympisch team van Uruguay. Van 1985 tot 1986 was hij coach van FC Montevideo Wanderers, en in 1986 en 1987 coachte hij het jeugdteam van Uruguay. In 1987 coachte hij Peñarol, waarmee hij datzelfde jaar de Copa Libertadores won. In 1988 vertrok Tabárez naar Deportivo Cali in Colombia.
Tussen 1988 en 1990 trainde hij voor het eerst het Uruguayaanse voetbalelftal. In de jaren 1991 tot 1993 coachte hij Boca Juniors, met wie hij Argentijns landskampioen werd in 1993. In de jaren 1993 tot 1994 was hij opnieuw hoofdcoach van Peñarol. In zowel 1993 als 1994 werd hij met die club kampioen van Uruguay. Vanaf 1994 coachte Tabárez verschillende Europese clubs als Cagliari, AC Milan en Real Oviedo.
In 2000 ging hij terug naar Zuid-Amerika, waar hij coach werd van CA Vélez Sársfield. Daarna volgde een lange pauze als coach, totdat hij in 2006 voor de tweede keer bondscoach werd van het Uruguayaanse voetbalelftal. Tabarez hervormde het voetbal én de nationale bond van zijn vaderland. Hij zette een succesvol jeugdprogramma op. Hij geloofde al in het grillige talent Luis Suárez toen vele anderen twijfelden aan diens kwaliteiten. In Tabárez' woning in de hoofdstad Montevideo hangt een aan vrijheidsstrijder Che Guevara ontleende spreuk: "Je moet jezelf harden zonder je tederheid te verliezen."
Op het wereldkampioenschap 2010 bereikte Tabárez met Uruguay de halve finale. Deze wedstrijd verloor zijn ploeg met 3–2 van Nederland. Uiteindelijk eindigde Uruguay als vierde in de eindrangschikking. De ploeg verloor de troostfinale van Duitsland met 3–2. In november 2013 wist Tabárez de nationale ploeg naar de WK-eindronde van 2014 in Brazilië te loodsen: in de play-offs (over twee wedstrijden) won Uruguay van Jordanië. Op het wereldkampioenschap werd Uruguay, na een groepsfase met Engeland en Italië te hebben overleefd, in de achtste finale uitgeschakeld door Colombia.
Vier jaar later was Uruguay onder leiding van Tabárez opnieuw van de partij bij de WK-eindronde in Rusland na in de CONMEBOL-kwalificatiegroep als tweede te zijn geëindigd achter Brazilië, met tien punten achterstand. In groep A won zijn ploeg van achtereenvolgens Egypte (1-0), Saoedi-Arabië (1-0) en gastland Rusland (3-0), waardoor het onbedreigd als eerste eindigde. In de achtste finales was Uruguay vervolgens met 2-1 te sterk voor Europees kampioen Portugal, dankzij twee treffers van aanvaller Edinson Cavani. Frankrijk, twee jaar eerder de verliezend EK-finalist, maakte in de kwartfinale een einde aan de Uruguayaanse zegetocht: 2-0. Cavani ontbrak in dat laatste duel vanwege een hamstringblessure, die hij had opgelopen in de wedstrijd tegen Portugal. Op 27 maart 2020 werd hij bij een grote bezuinigingsoperatie van de Uruguayaanse voetbalbond (AUF) ontslagen. Een dag later keerde hij alweer terug op de bank. Sterker nog: het leek erop dat hij niet zou verlengen, maar uiteindelijk kwamen beide partijen toch overeen tot een nieuwe verbintenis tot en met 2022.
Op 19 november 2021 heeft de Uruguayaanse voetbalbond bondscoach Oscar Tabárez ontslagen. Hij moet het veld ruimen na teleurstellende resultaten in de WK-kwalificatiereeks. Er is zo een einde van zijn 15-jarige tijdperk bij de Uruguay gekomen.
| Interlands Uruguay in de tweede periode als bondscoach van Oscar Tabárez | Interlands Uruguay in de tweede periode als bondscoach van Oscar Tabárez | Interlands Uruguay in de tweede periode als bondscoach van Oscar Tabárez | Interlands Uruguay in de tweede periode als bondscoach van Oscar Tabárez | Interlands Uruguay in de tweede periode als bondscoach van Oscar Tabárez |
| №                                                                        | Datum                                                                    | Wedstrijd                                                                | Uitslag                                                                  | Competitie                                                               |
| ------------------------------------------------------------------------ | ------------------------------------------------------------------------ | ------------------------------------------------------------------------ | ------------------------------------------------------------------------ | ------------------------------------------------------------------------ |
| 1                                                                        | 21 mei 2006                                                              | Noord-Ierland – Uruguay                                                  | 0 – 1                                                                    | Oefeninterland                                                           |
| 2                                                                        | 23 mei 2006                                                              | Uruguay – Roemenië                                                       | 2 – 0                                                                    | Oefeninterland                                                           |
| 3                                                                        | 27 mei 2006                                                              | Servië en Montenegro – Uruguay                                           | 1 – 1                                                                    | Oefeninterland                                                           |
| 4                                                                        | 30 mei 2006                                                              | Libië – Uruguay                                                          | 1 – 2                                                                    | Oefeninterland                                                           |
| 5                                                                        | 2 juni 2006                                                              | Tunesië – Uruguay                                                        | 1 – 1                                                                    | Oefeninterland                                                           |
| 6                                                                        | 16 augustus 2006                                                         | Egypte – Uruguay                                                         | 0 – 2                                                                    | Oefeninterland                                                           |
| 7                                                                        | 28 september 2006                                                        | Venezuela – Uruguay                                                      | 1 – 0                                                                    | Oefeninterland                                                           |
| 8                                                                        | 18 oktober 2006                                                          | Uruguay – Venezuela                                                      | 2 – 0                                                                    | Oefeninterland                                                           |
| 9                                                                        | 15 november 2006                                                         | Georgië – Uruguay                                                        | 2 – 0                                                                    | Oefeninterland                                                           |
| 10                                                                       | 6 februari 2007                                                          | Colombia – Uruguay                                                       | 1 – 3                                                                    | Oefeninterland                                                           |
| 11                                                                       | 24 maart 2007                                                            | Zuid-Korea – Uruguay                                                     | 0 – 2                                                                    | Oefeninterland                                                           |
| 12                                                                       | 2 juni 2007                                                              | Australië – Uruguay                                                      | 1 – 2                                                                    | Oefeninterland                                                           |
| 13                                                                       | 26 juni 2007                                                             | Uruguay – Peru                                                           | 0 – 3                                                                    | Copa América                                                             |
| 14                                                                       | 30 juni 2007                                                             | Bolivia – Uruguay                                                        | 0 – 1                                                                    | Copa América                                                             |
| 15                                                                       | 3 juli 2007                                                              | Venezuela – Uruguay                                                      | 0 – 0                                                                    | Copa América                                                             |
| 16                                                                       | 7 juli 2007                                                              | Venezuela – Uruguay                                                      | 1 – 4                                                                    | Copa América                                                             |
| 17                                                                       | 10 juli 2007                                                             | Uruguay – Brazilië                                                       | 2 – 2                                                                    | Copa América                                                             |
| 18                                                                       | 14 juli 2007                                                             | Mexico – Uruguay                                                         | 3 – 1                                                                    | Copa América                                                             |
| 19                                                                       | 12 september 2007                                                        | Zuid-Afrika – Uruguay                                                    | 0 – 0                                                                    | Oefeninterland                                                           |
| 20                                                                       | 13 oktober 2007                                                          | Uruguay – Bolivia                                                        | 5 – 0                                                                    | WK-kwalificatie                                                          |
| 21                                                                       | 17 oktober 2007                                                          | Paraguay – Uruguay                                                       | 1 – 0                                                                    | WK-kwalificatie                                                          |
| 22                                                                       | 17 november 2007                                                         | Uruguay – Chili                                                          | 2 – 2                                                                    | WK-kwalificatie                                                          |
| 23                                                                       | 21 november 2007                                                         | Brazilië – Uruguay                                                       | 2 – 1                                                                    | WK-kwalificatie                                                          |
| 24                                                                       | 6 februari 2008                                                          | Uruguay – Colombia                                                       | 2 – 2                                                                    | Oefeninterland                                                           |
| 25                                                                       | 25 mei 2008                                                              | Turkije – Uruguay                                                        | 2 – 3                                                                    | Oefeninterland                                                           |
| 26                                                                       | 28 mei 2008                                                              | Noorwegen – Uruguay                                                      | 2 – 2                                                                    | Oefeninterland                                                           |
| 27                                                                       | 14 juni 2008                                                             | Uruguay – Venezuela                                                      | 1 – 1                                                                    | WK-kwalificatie                                                          |
| 28                                                                       | 18 juni 2008                                                             | Uruguay – Peru                                                           | 6 – 0                                                                    | WK-kwalificatie                                                          |
| 29                                                                       | 20 augustus 2008                                                         | Japan – Uruguay                                                          | 1 – 3                                                                    | Oefeninterland                                                           |
| 30                                                                       | 6 september 2008                                                         | Colombia – Uruguay                                                       | 0 – 1                                                                    | WK-kwalificatie                                                          |
| 31                                                                       | 10 september 2008                                                        | Uruguay – Ecuador                                                        | 0 – 0                                                                    | WK-kwalificatie                                                          |
| 32                                                                       | 11 oktober 2008                                                          | Argentinië – Uruguay                                                     | 2 – 1                                                                    | WK-kwalificatie                                                          |
| 33                                                                       | 14 oktober 2008                                                          | Bolivia – Uruguay                                                        | 2 – 2                                                                    | WK-kwalificatie                                                          |
| 34                                                                       | 19 november 2008                                                         | Frankrijk – Uruguay                                                      | 0 – 0                                                                    | Oefeninterland                                                           |
| 35                                                                       | 11 februari 2009                                                         | Libië – Uruguay                                                          | 2 – 0                                                                    | Oefeninterland                                                           |
| 36                                                                       | 28 maart 2009                                                            | Uruguay – Paraguay                                                       | 2 – 0                                                                    | WK-kwalificatie                                                          |
| 37                                                                       | 1 april 2009                                                             | Chili – Uruguay                                                          | 0 – 0                                                                    | WK-kwalificatie                                                          |
| 38                                                                       | 6 juni 2009                                                              | Uruguay – Brazilië                                                       | 0 – 4                                                                    | WK-kwalificatie                                                          |
| 39                                                                       | 9 juni 2009                                                              | Venezuela – Uruguay                                                      | 2 – 2                                                                    | WK-kwalificatie                                                          |
| 40                                                                       | 12 augustus 2009                                                         | Algerije – Uruguay                                                       | 1 – 0                                                                    | Oefeninterland                                                           |
| 41                                                                       | 5 september 2009                                                         | Peru – Uruguay                                                           | 1 – 0                                                                    | WK-kwalificatie                                                          |
| 42                                                                       | 9 september 2009                                                         | Uruguay – Colombia                                                       | 3 – 1                                                                    | WK-kwalificatie                                                          |
| 43                                                                       | 10 oktober 2009                                                          | Ecuador – Uruguay                                                        | 1 – 2                                                                    | WK-kwalificatie                                                          |
| 44                                                                       | 14 oktober 2009                                                          | Uruguay – Argentinië                                                     | 0 – 1                                                                    | WK-kwalificatie                                                          |
| 45                                                                       | 14 november 2009                                                         | Costa Rica – Uruguay                                                     | 0 – 1                                                                    | WK-kwalificatie                                                          |
| 46                                                                       | 18 november 2009                                                         | Uruguay – Costa Rica                                                     | 1 – 1                                                                    | WK-kwalificatie                                                          |
| 47                                                                       | 3 maart 2010                                                             | Zwitserland – Uruguay                                                    | 1 – 3                                                                    | Oefeninterland                                                           |
| 48                                                                       | 26 mei 2010                                                              | Uruguay – Israël                                                         | 4 – 1                                                                    | Oefeninterland                                                           |
| 49                                                                       | 11 juni 2010                                                             | Uruguay – Frankrijk                                                      | 0 – 0                                                                    | Wereldkampioenschap                                                      |
| 50                                                                       | 16 juni 2010                                                             | Zuid-Afrika – Uruguay                                                    | 0 – 3                                                                    | Wereldkampioenschap                                                      |
| 51                                                                       | 22 juni 2010                                                             | Mexico – Uruguay                                                         | 0 – 1                                                                    | Wereldkampioenschap                                                      |
| 52                                                                       | 26 juni 2010                                                             | Uruguay – Zuid-Korea                                                     | 2 – 1                                                                    | Wereldkampioenschap                                                      |
| 53                                                                       | 2 juli 2010                                                              | Uruguay – Ghana                                                          | 1 – 1                                                                    | Wereldkampioenschap                                                      |
| 54                                                                       | 6 juli 2010                                                              | Uruguay – Nederland                                                      | 2 – 3                                                                    | Wereldkampioenschap                                                      |
| 55                                                                       | 10 juli 2010                                                             | Uruguay – Duitsland                                                      | 2 – 3                                                                    | Wereldkampioenschap                                                      |
| 56                                                                       | 11 augustus 2010                                                         | Angola – Uruguay                                                         | 0 – 2                                                                    | Oefeninterland                                                           |
| 57                                                                       | 8 oktober 2010                                                           | Indonesië – Uruguay                                                      | 1 – 7                                                                    | Oefeninterland                                                           |
| 58                                                                       | 12 oktober 2010                                                          | China – Uruguay                                                          | 0 – 4                                                                    | Oefeninterland                                                           |
| 59                                                                       | 17 november 2010                                                         | Chili – Uruguay                                                          | 2 – 0                                                                    | Oefeninterland                                                           |
| 60                                                                       | 25 maart 2011                                                            | Estland – Uruguay                                                        | 2 – 0                                                                    | Oefeninterland                                                           |
| 61                                                                       | 29 maart 2011                                                            | Ierland – Uruguay                                                        | 2 – 3                                                                    | Oefeninterland                                                           |
| 62                                                                       | 29 mei 2011                                                              | Duitsland – Uruguay                                                      | 2 – 1                                                                    | Oefeninterland                                                           |
| 63                                                                       | 8 juni 2011                                                              | Uruguay – Nederland                                                      | 1 – 1                                                                    | Oefeninterland                                                           |
| 64                                                                       | 23 juni 2011                                                             | Uruguay – Estland                                                        | 3 – 0                                                                    | Oefeninterland                                                           |
| 65                                                                       | 4 juli 2011                                                              | Uruguay – Peru                                                           | 1 – 1                                                                    | Copa América                                                             |
| 66                                                                       | 8 juli 2011                                                              | Uruguay – Chili                                                          | 1 – 1                                                                    | Copa América                                                             |
| 67                                                                       | 12 juli 2011                                                             | Uruguay – Mexico                                                         | 1 – 0                                                                    | Copa América                                                             |
| 68                                                                       | 16 juli 2011                                                             | Argentinië – Uruguay                                                     | 1 – 1                                                                    | Copa América                                                             |
| 69                                                                       | 19 juli 2011                                                             | Peru – Uruguay                                                           | 0 – 2                                                                    | Copa América                                                             |
| 70                                                                       | 24 juli 2011                                                             | Uruguay – Paraguay                                                       | 3 – 0                                                                    | Copa América                                                             |
| 71                                                                       | 2 september 2011                                                         | Oekraïne – Uruguay                                                       | 2 – 3                                                                    | Oefeninterland                                                           |
| 72                                                                       | 7 oktober 2011                                                           | Uruguay – Bolivia                                                        | 4 – 2                                                                    | WK-kwalificatie                                                          |
| 73                                                                       | 11 oktober 2011                                                          | Paraguay – Uruguay                                                       | 1 – 1                                                                    | WK-kwalificatie                                                          |
| 74                                                                       | 11 november 2011                                                         | Uruguay – Chili                                                          | 4 – 0                                                                    | WK-kwalificatie                                                          |
| 75                                                                       | 15 november 2011                                                         | Italië – Uruguay                                                         | 0 – 1                                                                    | Oefeninterland                                                           |
| 76                                                                       | 29 februari 2012                                                         | Roemenië – Uruguay                                                       | 1 – 1                                                                    | Oefeninterland                                                           |
| 77                                                                       | 25 mei 2012                                                              | Rusland – Uruguay                                                        | 1 – 1                                                                    | Oefeninterland                                                           |
| 78                                                                       | 2 juni 2012                                                              | Uruguay – Venezuela                                                      | 1 – 1                                                                    | WK-kwalificatie                                                          |
| 79                                                                       | 10 juni 2012                                                             | Uruguay – Peru                                                           | 4 – 2                                                                    | WK-kwalificatie                                                          |
| 80                                                                       | 15 augustus 2012                                                         | Frankrijk – Uruguay                                                      | 0 – 0                                                                    | Oefeninterland                                                           |
| 81                                                                       | 7 september 2012                                                         | Colombia – Uruguay                                                       | 4 – 0                                                                    | WK-kwalificatie                                                          |
| 82                                                                       | 11 september 2012                                                        | Uruguay – Ecuador                                                        | 1 – 1                                                                    | WK-kwalificatie                                                          |
| 83                                                                       | 12 oktober 2012                                                          | Argentinië – Uruguay                                                     | 3 – 0                                                                    | WK-kwalificatie                                                          |
| 84                                                                       | 16 oktober 2012                                                          | Bolivia – Uruguay                                                        | 4 – 1                                                                    | WK-kwalificatie                                                          |
| 85                                                                       | 14 november 2012                                                         | Polen – Uruguay                                                          | 1 – 3                                                                    | Oefeninterland                                                           |
| 86                                                                       | 6 februari 2013                                                          | Spanje – Uruguay                                                         | 3 – 1                                                                    | Oefeninterland                                                           |
| 87                                                                       | 22 maart 2013                                                            | Uruguay – Paraguay                                                       | 1 – 1                                                                    | WK-kwalificatie                                                          |
| 88                                                                       | 26 maart 2013                                                            | Chili – Uruguay                                                          | 2 – 0                                                                    | WK-kwalificatie                                                          |
| 89                                                                       | 5 juni 2013                                                              | Uruguay – Frankrijk                                                      | 1 – 0                                                                    | Oefeninterland                                                           |
| 90                                                                       | 11 juni 2013                                                             | Venezuela – Uruguay                                                      | 0 – 1                                                                    | WK-kwalificatie                                                          |
| 91                                                                       | 16 juni 2013                                                             | Spanje – Uruguay                                                         | 2 – 1                                                                    | Confederations Cup                                                       |
| 92                                                                       | 20 juni 2013                                                             | Nigeria – Uruguay                                                        | 1 – 2                                                                    | Confederations Cup                                                       |
| 93                                                                       | 23 juni 2013                                                             | Uruguay – Tahiti                                                         | 8 – 0                                                                    | Confederations Cup                                                       |
| 94                                                                       | 26 juni 2013                                                             | Brazilië – Uruguay                                                       | 2 – 1                                                                    | Confederations Cup                                                       |
| 95                                                                       | 30 juni 2013                                                             | Uruguay – Italië                                                         | 1 – 2                                                                    | Confederations Cup                                                       |
| 96                                                                       | 14 augustus 2013                                                         | Japan – Uruguay                                                          | 2 – 4                                                                    | Oefeninterland                                                           |
| 97                                                                       | 6 september 2013                                                         | Peru – Uruguay                                                           | 1 – 2                                                                    | WK-kwalificatie                                                          |
| 98                                                                       | 10 september 2013                                                        | Uruguay – Colombia                                                       | 2 – 0                                                                    | WK-kwalificatie                                                          |
| 99                                                                       | 11 oktober 2013                                                          | Ecuador – Uruguay                                                        | 1 – 0                                                                    | WK-kwalificatie                                                          |
| 100                                                                      | 15 oktober 2013                                                          | Uruguay – Argentinië                                                     | 3 – 2                                                                    | WK-kwalificatie                                                          |
| 101                                                                      | 13 november 2013                                                         | Jordanië – Uruguay                                                       | 0 – 5                                                                    | WK-kwalificatie                                                          |
| 102                                                                      | 19 november 2013                                                         | Uruguay – Jordanië                                                       | 0 – 0                                                                    | WK-kwalificatie                                                          |
| 103                                                                      | 5 maart 2014                                                             | Oostenrijk – Uruguay                                                     | 1 – 1                                                                    | Oefeninterland                                                           |
| 104                                                                      | 30 mei 2014                                                              | Uruguay – Noord-Ierland                                                  | 1 – 0                                                                    | Oefeninterland                                                           |
| 105                                                                      | 4 juni 2014                                                              | Uruguay – Slovenië                                                       | 2 – 0                                                                    | Oefeninterland                                                           |
| 106                                                                      | 14 juni 2014                                                             | Uruguay – Costa Rica                                                     | 1 – 3                                                                    | Wereldkampioenschap                                                      |
| 107                                                                      | 19 juni 2014                                                             | Uruguay – Engeland                                                       | 2 – 1                                                                    | Wereldkampioenschap                                                      |
| 108                                                                      | 24 juni 2014                                                             | Italië – Uruguay                                                         | 0 – 1                                                                    | Wereldkampioenschap                                                      |
| 109                                                                      | 28 juni 2014                                                             | Colombia – Uruguay                                                       | 2 – 0                                                                    | Wereldkampioenschap                                                      |
| 110                                                                      | 5 september 2014                                                         | Japan – Uruguay                                                          | 0 – 2                                                                    | Oefeninterland                                                           |
| 111                                                                      | 8 september 2014                                                         | Zuid-Korea – Uruguay                                                     | 0 – 1                                                                    | Oefeninterland                                                           |
| 112                                                                      | 10 oktober 2014                                                          | Saoedi-Arabië – Uruguay                                                  | 1 – 1                                                                    | Oefeninterland                                                           |
| 113                                                                      | 13 oktober 2014                                                          | Oman – Uruguay                                                           | 1 – 3                                                                    | Oefeninterland                                                           |
| 114                                                                      | 13 november 2014                                                         | Uruguay – Costa Rica                                                     | 3 – 3                                                                    | Oefeninterland                                                           |
| 115                                                                      | 18 november 2014                                                         | Chili – Uruguay                                                          | 1 – 2                                                                    | Oefeninterland                                                           |
| 116                                                                      | 28 maart 2015                                                            | Marokko – Uruguay                                                        | 0 – 1                                                                    | Oefeninterland                                                           |
| 117                                                                      | 6 juni 2015                                                              | Uruguay – Guatemala                                                      | 5 – 1                                                                    | Oefeninterland                                                           |
| 118                                                                      | 13 juni 2015                                                             | Uruguay – Jamaica                                                        | 1 – 0                                                                    | Copa América                                                             |
| 119                                                                      | 16 juni 2015                                                             | Argentinië – Uruguay                                                     | 1 – 0                                                                    | Copa América                                                             |
| 120                                                                      | 20 juni 2015                                                             | Uruguay – Paraguay                                                       | 1 – 1                                                                    | Copa América                                                             |
| 121                                                                      | 24 juni 2015                                                             | Chili – Uruguay                                                          | 1 – 0                                                                    | Copa América                                                             |
| 122                                                                      | 4 september 2015                                                         | Panama – Uruguay                                                         | 0 – 1                                                                    | Oefeninterland                                                           |
| 123                                                                      | 8 september 2015                                                         | Costa Rica – Uruguay                                                     | 1 – 0                                                                    | Oefeninterland                                                           |
| 124                                                                      | 8 oktober 2015                                                           | Bolivia – Uruguay                                                        | 0 – 2                                                                    | WK-kwalificatie                                                          |
| 125                                                                      | 13 oktober 2015                                                          | Uruguay – Colombia                                                       | 3 – 0                                                                    | WK-kwalificatie                                                          |
| 126                                                                      | 12 november 2015                                                         | Ecuador – Uruguay                                                        | 2 – 1                                                                    | WK-kwalificatie                                                          |
| 127                                                                      | 17 november 2015                                                         | Uruguay – Chili                                                          | 3 – 0                                                                    | WK-kwalificatie                                                          |
| 128                                                                      | 24 maart 2016                                                            | Brazilië – Uruguay                                                       | 2 – 2                                                                    | WK-kwalificatie                                                          |
| 129                                                                      | 29 maart 2016                                                            | Uruguay – Peru                                                           | 1 – 0                                                                    | WK-kwalificatie                                                          |
| 130                                                                      | 27 mei 2016                                                              | Uruguay – Trinidad en Tobago                                             | 3 – 1                                                                    | Oefeninterland                                                           |
| 131                                                                      | 5 juni 2016                                                              | Mexico – Uruguay                                                         | 3 – 1                                                                    | Copa América                                                             |
| 132                                                                      | 9 juni 2016                                                              | Uruguay – Venezuela                                                      | 0 – 1                                                                    | Copa América                                                             |
| 133                                                                      | 13 juni 2016                                                             | Uruguay – Jamaica                                                        | 3 – 0                                                                    | Copa América                                                             |
| 134                                                                      | 1 september 2016                                                         | Argentinië – Uruguay                                                     | 1 – 0                                                                    | WK-kwalificatie                                                          |
| 135                                                                      | 6 september 2016                                                         | Uruguay – Paraguay                                                       | 4 – 0                                                                    | WK-kwalificatie                                                          |
| 136                                                                      | 6 oktober 2016                                                           | Uruguay – Venezuela                                                      | 3 – 0                                                                    | WK-kwalificatie                                                          |
| 137                                                                      | 11 oktober 2016                                                          | Colombia – Uruguay                                                       | 2 – 2                                                                    | WK-kwalificatie                                                          |
| 138                                                                      | 10 november 2016                                                         | Uruguay – Ecuador                                                        | 2 – 1                                                                    | WK-kwalificatie                                                          |
| 139                                                                      | 15 november 2016                                                         | Chili – Uruguay                                                          | 3 – 1                                                                    | WK-kwalificatie                                                          |
| 140                                                                      | 23 maart 2017                                                            | Uruguay – Brazilië                                                       | 1 – 4                                                                    | WK-kwalificatie                                                          |
| 141                                                                      | 28 maart 2017                                                            | Peru – Uruguay                                                           | 2 – 1                                                                    | WK-kwalificatie                                                          |
| 142                                                                      | 4 juni 2017                                                              | Ierland – Uruguay                                                        | 3 – 1                                                                    | Oefeninterland                                                           |
| 143                                                                      | 7 juni 2017                                                              | Italië – Uruguay                                                         | 3 – 0                                                                    | Oefeninterland                                                           |
| 144                                                                      | 31 augustus 2017                                                         | Uruguay – Argentinië                                                     | 0 – 0                                                                    | WK-kwalificatie                                                          |
| 145                                                                      | 5 september 2017                                                         | Paraguay – Uruguay                                                       | 1 – 2                                                                    | WK-kwalificatie                                                          |
| 146                                                                      | 5 oktober 2017                                                           | Venezuela – Uruguay                                                      | 0 – 0                                                                    | WK-kwalificatie                                                          |
| 147                                                                      | 10 oktober 2017                                                          | Uruguay – Bolivia                                                        | 4 – 2                                                                    | WK-kwalificatie                                                          |
| 148                                                                      | 10 november 2017                                                         | Polen – Uruguay                                                          | 0 – 0                                                                    | Oefeninterland                                                           |
| 149                                                                      | 14 november 2017                                                         | Oostenrijk – Uruguay                                                     | 2 – 1                                                                    | Oefeninterland                                                           |
| 150                                                                      | 23 maart 2018                                                            | Uruguay – Tsjechië                                                       | 2 – 0                                                                    | Oefeninterland                                                           |
| 151                                                                      | 26 maart 2018                                                            | Uruguay – Wales                                                          | 1 – 0                                                                    | Oefeninterland                                                           |
| 152                                                                      | 7 juni 2018                                                              | Uruguay – Oezbekistan                                                    | 3 – 0                                                                    | Oefeninterland                                                           |
| 153                                                                      | 15 juni 2018                                                             | Egypte – Uruguay                                                         | 0 – 1                                                                    | Wereldkampioenschap                                                      |
| 154                                                                      | 20 juni 2018                                                             | Uruguay – Saoedi-Arabië                                                  | 1 – 0                                                                    | Wereldkampioenschap                                                      |
| 155                                                                      | 25 juni 2018                                                             | Rusland – Uruguay                                                        | 0 – 3                                                                    | Wereldkampioenschap                                                      |
| 156                                                                      | 30 juni 2018                                                             | Uruguay – Portugal                                                       | 2 – 1                                                                    | Wereldkampioenschap                                                      |
| 157                                                                      | 6 juli 2018                                                              | Frankrijk – Uruguay                                                      | 2 – 0                                                                    | Wereldkampioenschap                                                      |

## Privé
Tabarez lijdt aan het syndroom van Guillain-Barré, een aandoening van het zenuwstelsel.
Hij is gehuwd met Silvia Martinez en ze hebben 4 kinderen: Tania, Laura, Melissa en Valeria.